# Corey Smith (giocatore di football americano)
Corey Dominique Smith (Richmond, 2 ottobre 1979 – Clearwater, 1º marzo 2009) è stato un giocatore di football americano statunitense.

## Carriera professionistica
Non scelto al draft, fu messo sotto contratto dai Tampa Bay Buccaneers. Al debutto come rookie nella stagione 2002 con i Buccaneers giocò 6 partite di cui nessuna da titolare facendo un tackle da solo ed un sack. Quell'anno i Buccaneers vinsero il Super Bowl XXXVII battendo in finale gli Oakland Raiders.
Nella stagione 2003, suo secondo anno, giocò una partita ma non da titolare. Nella stagione 2004 giocò 4 partite di cui nessuna da titolare facendo 2 tackle da solo; passò poi ai San Francisco 49ers giocando una sola partita, non da titolare. Nella stagione 2005 giocò 14 partite ma nessuna da titolare facendo 12 tackle da solo e una deviazione difensiva. Nella stagione 2006 passò ai Detroit Lions dove giocò 8 partite di cui una da titolare facendo 11 tackle di cui 7 da solo e 2 sack. Nel 2007 giocò 16 partite di cui 2 da titolare facendo 27 tackle di cui 21 da solo e 2,5 sack. Nel 2008 giocò 12 partite di cui 3 da titolare facendo 30 tackle di cui 25 da solo, 3 sack, una deviazione difensiva, un fumble forzato, un intercetto per nessuna iarda.

## Palmarès

### Franchigia
- Super Bowl : 1

Tampa Bay Buccaneers: XXXVII
- National Football Conference Championship: 1

Tampa Bay Buccaneers: 2002

## Morte
Domenica 1º marzo 2009, insieme a tre suoi amici fra i quali il giocatore degli Oakland Raiders Marquis Cooper, uscì in barca per pescare. Il gruppo fu sorpreso dal brutto tempo e la barca si ribaltò. Solo uno dei quattro fu tratto in salvo, e gli altri tre non furono ritrovati, nonostante le ricerche protrattesi per alcuni giorni.